# Camp (arte)

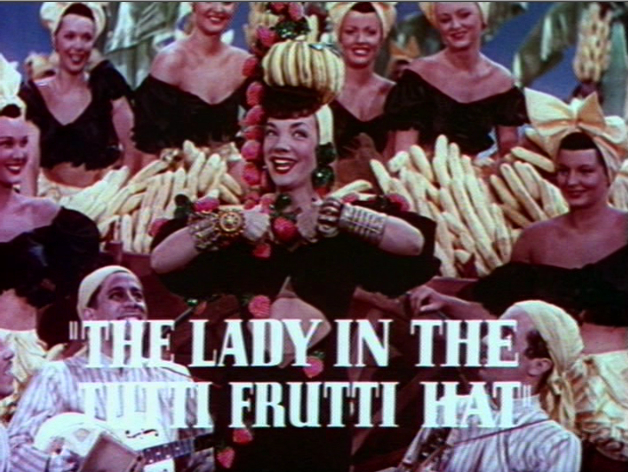
Carmen Miranda versione "camp" nel film Banana split

Camp è l'uso deliberato, consapevole e sofisticato del kitsch nell'arte, nell'abbigliamento e negli atteggiamenti.
Il fenomeno deve molto alla rivalutazione delle culture di massa avvenuta negli anni sessanta, così come alla diffusione negli anni ottanta del concetto di postmoderno applicato all'arte e alla cultura.

## Origine del termine
Il termine comparve per la prima volta nel 1909, all'interno del libro Passing English of the Victorian Era, in cui fu spiegato come un termine significante:
(Passing English of the Victorian Era)
Nello stesso anno anche l'Oxford English Dictionary propose una sua definizione nella quale se ne sottolinea l'origine "etimologicamente oscura":
(Oxford English Dictionary)

## Analisi del fenomeno

### Analisi di Susan Sontag
Susan Sontag fu la prima a esaminare la sensibilità camp nella cultura occidentale pubblicando nel 1964 Notes on Camp, saggio che diventerà il punto di partenza per le successive riflessioni sull'argomento. Successivamente lo scritto della Sontag venne ridimensionato a semplice riferimento perché risultò distante dalle analisi più recenti, in quanto l'analisi della Sontag descrive la società degli anni sessanta, periodo in cui il fenomeno nasce e procede parallelo alla rivoluzione sessuale e con la progressiva legittimazione della omosessualità. Ella stessa mette in luce frequenti collegamenti tra la sensibilità camp e l'omosessualità:
(Susan Sontag, Notes on "Camp")
L'autrice rese accessibile il concetto di camp, caratterizzandolo di connotazioni omosessuali, che elogiava, e definendolo in un modo adatto al "consumo" pubblico; diede così il via ad una serie di riflessioni di altri autori che per tutto il decennio successivo ne evolsero i concetti. Lentamente i confini del discorso divennero più labili, e l'elemento "omosessualità" cominciò ad acquisire un ruolo differente. Un ruolo che rimase comunque importante, ma il concetto di camp si ampliò, abbandonando le referenze, i valori e le morali condivise riguardo all'omosessuale come tipo sociale. A partire dalla fine degli anni sessanta il termine camp fu adottato per indicare diversi atteggiamenti, una sensibilità da contestualizzare.
Sontag specifica che si tratta di una "sensibilità", non di una corrente artistica, letteraria o nemmeno soltanto una tendenza sociale, e sottolinea la difficoltà che rappresenta il tentativo di descrizione di una "sensibilità". Nella premessa che introduce all'elenco delle note vere e proprie sull'argomento, la scrittrice statunitense specifica:
(Susan Sontag, Notes on "Camp")
Queste poche parole spiegano i diversi atteggiamenti di scrittori e critici, omosessuali e non, nell'affrontare il problema della definizione di questo fenomeno. L'autorità esercitata dallo scritto della Sontag sembra in un certo senso "garantire" una certa libertà ai pensatori e critici del camp, dispensandoli dalle critiche. 
Gregory Bredbeck, in un saggio del 1993 sottolinea e critica il carattere evasivo della definizione della scrittrice statunitense. La strategia adottata dall'autrice trent'anni prima non è che una dimostrazione di un intento piuttosto elusivo perpetrato attraverso l'applicazione di categorie di classificazione in modo del tutto forzato e che ha come conseguenza lo svuotamento del termine dei suoi significati. Utilizzare il termine camp, afferma infatti Bredbeck, diventa oltremodo semplice. Esso assume tutte le funzioni di cui abbiamo bisogno, ed allo stesso tempo si rende immune da critiche.

### Analisi di Linda Hutcheon
Tenendo in costante considerazione le teorie postmoderne, è necessario analizzare la definizione di parodia proposta da Linda Hutcheon: la scrittrice e critica canadese, infatti, si stacca dalle definizioni convenzionali, allontana il significato di parodia dal legame indissolubile con ironia e satira e si accosta al concetto di manipolazione. Secondo l'autrice, la parodia non è altro che una rielaborazione interstestuale e critica di diverse convenzioni. La parodia ha, per natura una totale ed assoluta dipendenza da un testo già esistente, ed in ciò rispecchia pienamente il citazionismo tipico delle correnti Postmoderne. Le manifestazioni parodistiche non sono "originali", ed in questo senso si oppongono al discorso culturale ed artistico dominante, ma è proprio in questo aspetto che risiede il potenziale di tali testi. La tradizionale produzione è ribaltata, la parodia obbliga ed impone una nuova visione, una sorta di ridefinizione dell'elaborazione di un testo culturale.
La definizione della Hutcheon si rivela essenziale per l'analisi del camp: ne fa infatti emergere, più che un completo distacco, una sorta di differenziazione da satira ed ironia, manifestazioni che comunque vi rientrano, ma con cui non si può riconoscere una coincidenza. In questo modo il camp si distingue come queer parody, come un nuovo approccio alla produzione che possiede un alto potenziale di rielaborazione sociale, culturale ed ideologica, un potenziale che si può attuare nell'attribuzione di nuovi significati all'interno di un'analisi opposta a quella dominante, un'analisi che sia, appunto, queer.
Ancora un'analisi postmoderna ed un elemento metodologico importante sono necessari per proseguire questo discorso sui contenuti parodici delle manifestazioni camp. È fondamentale infatti fare riferimento alla parodia non soltanto come forma, bensì, come processo: unicamente in questo modo si riesce ad interpretarla in un'ottica di relazioni e rapporti di potere. La parodia non risiede nel testo soltanto, anzi, è la sua fruizione che ne determina l'efficacia: ogni manifestazione può potenzialmente essere una parodia, od essere letta come tale, ed è in questa analisi che si colloca la necessità di considerare un intero processo. In particolare la parodia si pone come "alternativa", una visione in possesso di quegli attori sociali che si oppongono alla gerarchia dominante che trova valore solo nell'"originalità". Il camp si colloca in modo ambivalente in questo discorso di potere: con l'elemento parodistico che racchiude, esso è il mezzo, il processo con cui il queer riesce ad entrare nelle rappresentazioni culturali, costituisce cioè un veicolo per la trasgressione; dall'altro lato esso costituisce anche un rafforzamento del discorso culturale dominante, in quanto si pone all'interno delle sue stesse pratiche, ed ha come oggetto la rivisitazione dei suoi stessi contenuti.